# Ngôn ngữ máy

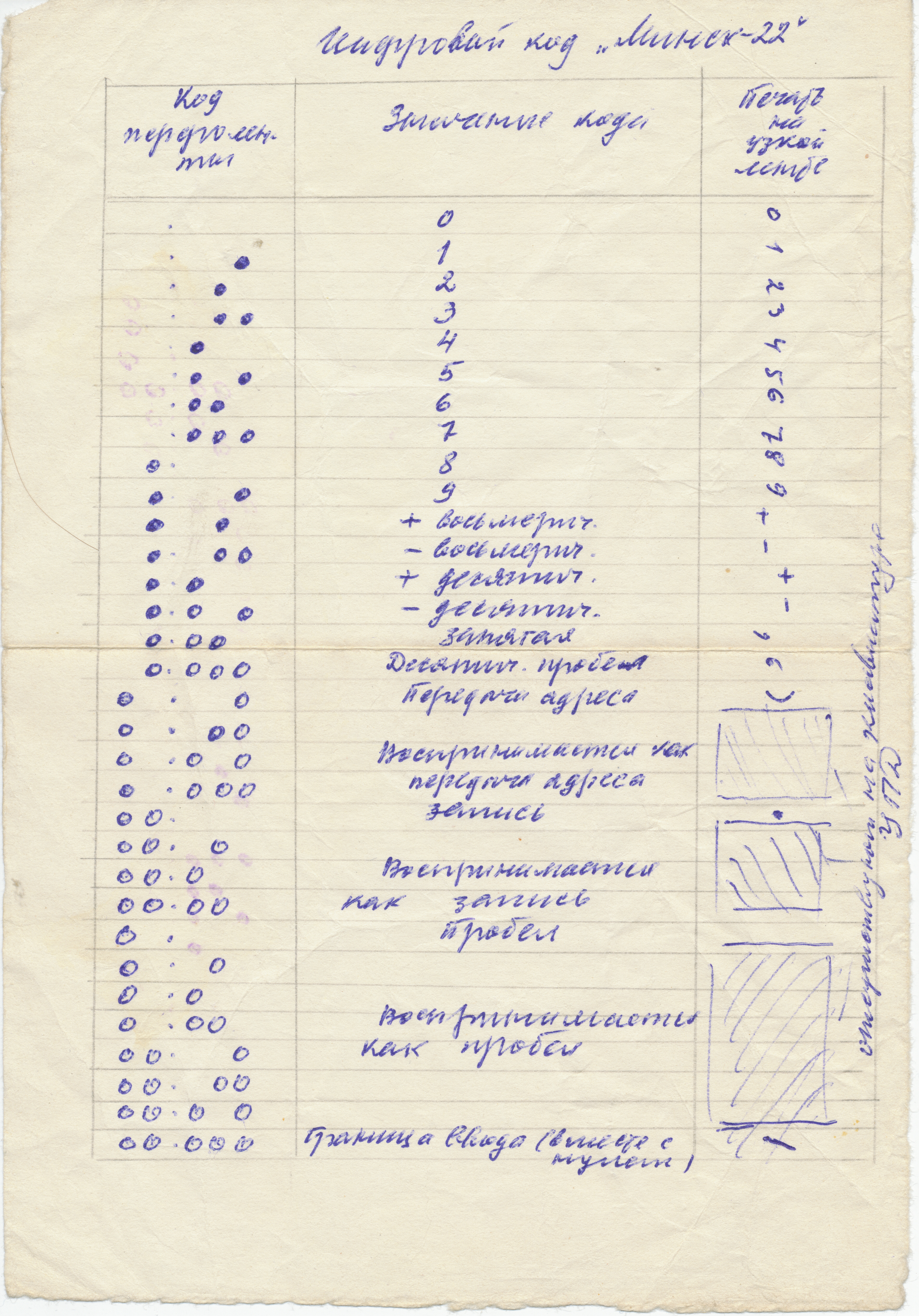
Mô hình ngôn ngữ máy được lập nên bởi nhà toán học, nhà thủy văn và lập trình viên Vladimir Mikhailovich Kazakov, nhân viên Máy tính của Viện Energosetproekt năm 1962-1972.

Ngôn ngữ máy (còn được gọi là máy ngữ hay mã máy; tiếng Anh là machine language hay machine code) là một tập các chỉ thị được CPU của máy tính trực tiếp thực thi. Mỗi chỉ thị thực hiện một chức năng xác định, ví dụ như tải dữ liệu, nhảy hay tính toán số nguyên trên một đơn vị dữ liệu của thanh ghi CPU hay bộ nhớ. Tất cả các chương trình được thực thi trực tiếp bởi CPU đều là các chuỗi các chỉ thị này.
Mã máy nhị phân (khác với mã hợp ngữ) có thể được xem như là phương thức biểu diễn thấp nhất của một chương trình đã biên dịch hay hợp dịch, hay là ngôn ngữ lập trình nguyên thủy phụ thuộc vào phần cứng (ngôn ngữ lập trình thế hệ đầu tiên). Mặc dù chúng ta hoàn toàn có thể viết chương trình trực tiếp bằng mã nhị phân, việc này rất khó khăn và dễ gây ra những lỗi nghiêm trọng vì ta cần phải quản lý từng bit đơn lẻ và tính toán các địa chỉ và hằng số học một cách thủ công. Do đó, ngoại trừ những thao tác cần tối ưu và gỡ lỗi chuyên biệt, chúng ta rất hiếm khi làm điều này.
Hiện nay, hầu như tất cả các chương trình máy tính trong thực tế đều được viết bằng các ngôn ngữ bậc cao hay (đôi khi) hợp ngữ, và sau đó được dịch thành mã máy thực thi bằng các công cụ phụ trợ như trình biên dịch, trình hợp dịch hay trình liên kết. Ngoài ra, các chương trình có thể được thông dịch thì được dịch sang mã máy nhờ trình thông dịch tương ứng (có thể xem như là trình thực thi hay trình xử lý). Các trình thông dịch này thường bao gồm các mã máy thực thi trực tiếp (sinh ra từ mã nguồn hợp ngữ hay các ngôn ngữ bậc cao).

## Các chỉ thị mã máy
Mọi vi xử lý hay họ vi xử lý đều có những tập chỉ thị mã máy riêng biệt. Các chỉ thị này là các mẫu bit được thiết kế tương ứng với những lệnh khác nhau của máy tính. Do đó, những tập chỉ thị này là riêng biệt của một lớp vi xử lý thuộc cùng một kiến trúc máy tính. Những thiết kế vi xử lý kế thừa thường bao gồm các chỉ thị của vi xử lý tiền nhiệm cùng với các chỉ thị mới. Đôi khi, các thiết kế kế thừa lại loại bỏ hay thay đổi chức năng một số mã chỉ thị (vì chúng cần dùng cho mục đích mới), gây ảnh hưởng đến sự đồng bộ mã nguồn ở một mức độ nhất định. Thậm chí, các vi xử lý đồng bộ cận hoàn toàn cũng có những sự biến đổi hành vi đối với một số chỉ thị, nhưng điều này rất hiếm xảy ra. Các hệ thống còn có thể khác nhau ở một số thành phần khác như phương thức sắp xếp bộ nhớ, hệ điều hành hay thiết bị ngoại vi. Vì các chương trình hay phụ thuộc vào các yếu tố này, các hệ thống khác nhau khó có thể chạy cùng một mã máy, ngay cả khi chúng sử dụng cùng một loại vi xử lý.
Một tập chỉ thị có thể có độ dài chỉ thị thống nhất hay biến động. Cách các bit được sắp xếp thay đổi rất lớn giữa các kiến trúc khác nhau hay các loại chỉ thị khác nhau. Hầu hết các chỉ thị có một hay nhiều vùng  mã vận hành để phân biệt các chỉ thị cơ sở (như tính toán hay nhảy) và các chỉ thị thực (như cộng hay so sánh), và các vùng khác biểu diễn loại toán hạng, phương thức biểu diễn địa chỉ, các chỉ số địa chỉ hay các giá trị thực (các toán hạng hằng được chứa trong chỉ thị như vậy được gọi là giá trị tức thời).
Không phải tất cả các máy tính hay chỉ thị đơn lẻ đều có toán hạng hiện (rõ ràng). Một máy tính thanh chứa có sự kết hợp giữa toán hạng trái và kết quả tính toán lưu trong một thanh chứa ẩn đối với hầu hết các chỉ thị đại số. Một số kiến trúc khác (như 8086 hay x86) có phiên bản sử dụng thanh chứa của các chỉ thị thông dụng, và thanh chứa được xem như là một trong những thanh ghi tổng quát nhất của chỉ thị dài. Trong khi đó, một máy tính ngăn xếp lại lưu hầu hết các toán hạng trong một ngăn xếp ẩn. Những chỉ thị chuyên biệt cũng thường thiếu toán tử hiện (ví dụ, vi xử lý ID trong kiến trúc x86 ghi giá trị vào bốn thanh ghi địa điểm ẩn). Sự khác biệt giữa toán tử hiện và ẩn cho phép sử dụng nhiều hơn hằng số có phạm vi rộng, 'uốn nắn' các thanh ghi liên tục (lưu giá trị hằng số khác đè lên giá trị đã có của thanh ghi) và rất nhiều ưu điểm vượt trội khác.

## Chương trình
Chương trình máy tính thực chất chỉ là một chuỗi những chỉ thị viết bằng mã máy được thực thi bởi CPU. Trong khi một số vi xử lý đơn giản thực thi lần lượt các chỉ thị, vi xử lý đa luồng có khả năng thực thi đồng loạt nhiều chỉ thị.
Mạch chạy của chương trình chịu ảnh hưởng của những chỉ thị "nhảy" đặc biệt có khả năng thay đổi tiến trình đến một chỉ thị khác với chỉ thị có thứ tự sau đó. Những bước nhảy điều kiện được thực thi hay không là tùy thuộc vào các trạng thái nhất định.

## Hợp ngữ
Hợp ngữ, một phiên bản gần hơn với ngôn ngữ tự nhiên của ngôn ngữ máy, sử dụng những ký hiệu dễ nhớ để thể hiện các chỉ thị mã máy, thay vì sử dụng trực tiếp các chuỗi nhị phân. Ví dụ, trên vi xử lý Zilog Z80, mã nhị phân 00000101, dùng để giảm giá trị của thanh ghi B của vi xử lý, được viết bằng hợp ngữ như sau DEC B.

## Ví dụ
Kiến trúc MIPS là một ví dụ điển hình cho ngôn ngữ máy có chỉ thị dài 32 bits. Những chỉ thị này được tạo bởi những vùng toán tử, dài nhất là 6 bits. Chỉ thị loại J (J-type) và loại I (I-type) được đặc trưng hoàn toàn bởi toán tử. Chỉ thị loại R (R-type) thì có thêm vùng hàm để quyết định toán tử chính xác. Những vùng được sử dụng trong các loại này gồm:
```
   6      5     5     5     5      6 bits
[  op  |  rs |  rt |  rd |shamt| funct]  R-type
[  op  |  rs |  rt | address/immediate]  I-type
[  op  |        target address        ]  J-type
```

rs, rt, and rd là những toán hạng thanh ghi; shamp chỉ lượng dịch chuyển; và vùng địa chỉ hay tức thì chứa trực tiếp toán hạng.
Ví dụ, dưới đây là đoạn mã có chức năng cộng giá trị ở thanh ghi 1 và 2, sau đó lưu vào thanh ghi 6:
```
[  op  |  rs |  rt |  rd |shamt| funct]
    0     1     2     6     0     32     decimal
 000000 00001 00010 00110 00000 100000   binary
```

Ghi giá trị vào thanh ghi 8, giá trị này được lấy từ ô vùng nhớ có vị trí ở sau 68 ô so với vị trí được lưu trong thanh ghi 3: 
```
[  op  |  rs |  rt | address/immediate]
   35     3     8           68           decimal
 100011 00011 01000 00000 00001 000100   binary
```

Nhảy đến địa chỉ 1024:
```
[  op  |        target address        ]
    2                 1024               decimal
 000010 00000 00000 00000 10000 000000   binary
```

## Mối quan hệ giữa ngôn ngữ máy và vi mã
Trong một số Kiến trúc máy tính, ngôn ngữ máy được cài đặt bởi một lớp chương trình cơ sở hơn ở dưới nó, gọi là vi chương trình (microprogram). Vi chương trình tạo một giao diện ngôn ngữ máy thống nhất giữa các mô hình máy tính khác nhau, với những mạch xử lý dữ liệu khác nhau, trong cùng một dòng hay họ. Điều này đã giúp việc chuyển chương trình mã máy qua các mô hình máy tính khác nhau dễ dàng hơn rất nhiều. Họ máy tính và vi xử lý IBM System/360 là một ví dụ điển hình. Mặc dù dòng xử lý dữ liệu có độ lớn khác nhau, từ 8 bits đến lớn hơn 16 bits, nhưng tất cả máy tính thuộc cùng một dòng đều sử dụng một kiến trúc máy tính thống nhất ở mức độ ngôn ngữ máy.
Ngoài ra, việc sử dụng vi mã (microcode) để cài đặt giả lập cho phép một máy tính sao chép kiến trúc của một máy tính hoàn toàn khác. Nhờ đó, dòng System/360 có thể chạy chương trình của những máy tính IBM đời cũ đến cả những họ máy tính đời mới, như giả lập IBM 1401/1440/1460 trên máy tính IBM S/360 mẫu 40.

## Mối quan hệ giữa ngôn ngữ máy và mã đối tượng
Ngôn ngữ máy hoàn toàn khác với mã đối tượng (bytecode), một loại mã được thực thi bởi Trình thông dịch, hay được biên dịch thành ngôn ngữ máy nhằm mục đích tối ưu tốc độ chương trình. Ngoài ra, ngôn ngữ máy và hợp ngữ thường được gọi là mã riêng (native code) khi nói về các thành phần phụ thuộc vào Hệ điều hành của một đặc điểm ngôn ngữ hay thư viện.

## Phương thức lưu trữ trong bộ nhớ
Kiến trúc Harvard là kiến trúc máy tính có các bộ nhớ riêng lẻ và các đường tín hiệu cho mã (chỉ thị) và dữ liệu. Ngày nay, phần lớn vi xử lý được cài đặt như là những đường tín hiệu để cải thiện hiệu năng (thật ra là kiến trúc Modified Harvard), nhờ đó chúng có thể hỗ trợ các thao tác như tải chương trình từ ổ cứng giống như dữ liệu và thực thi nó. Kiến trúc Harvard trái ngược hoàn toàn so với kiến trúc Von Neumann: dữ liệu và mã được lưu vào cùng bộ nhớ, và vi xử lý đọc chúng giúp máy tính thực thi các lệnh.
Nhìn dưới góc độ của một tiến trình, không gian chứa mã là một phần không gian địa chỉ của tiến trình lưu trữ các mã đang thực thi. Trong các hệ thống đa nhiệm, nơi này gồm có các đoạn mã của chương trình và (thường xuyên) các thư viện được chia sẻ. Trong môi trường đa luồng,các luồng khác nhau của một tiến trình chia sẻ không gian chứa mã cùng với không gian chứa dữ liệu, nhờ đó giảm được phí tổn của việc chuyển ngữ cảnh khá nhiều so với việc chuyển tiến trình.

## Khả năng đọc hiểu ngôn ngữ máy của con người
Ngôn ngữ máy khó đọc đến mức tổ chức United States Copyright Office không thể khẳng định một phần mềm đã mã hóa có phải là sản phẩm gốc của một tác giả hay không. Tuy nhiên, tổ chức này lại cho phép đăng ký bản quyền các chương trình máy tính. Hofstadter từng so sánh mã máy với mã gen: "Nhìn vào một chương trình viết bằng mã máy không khác gì với việc nhìn vào các phân tử DNA của lần lượt từng nguyên tử."